# Trancetanz

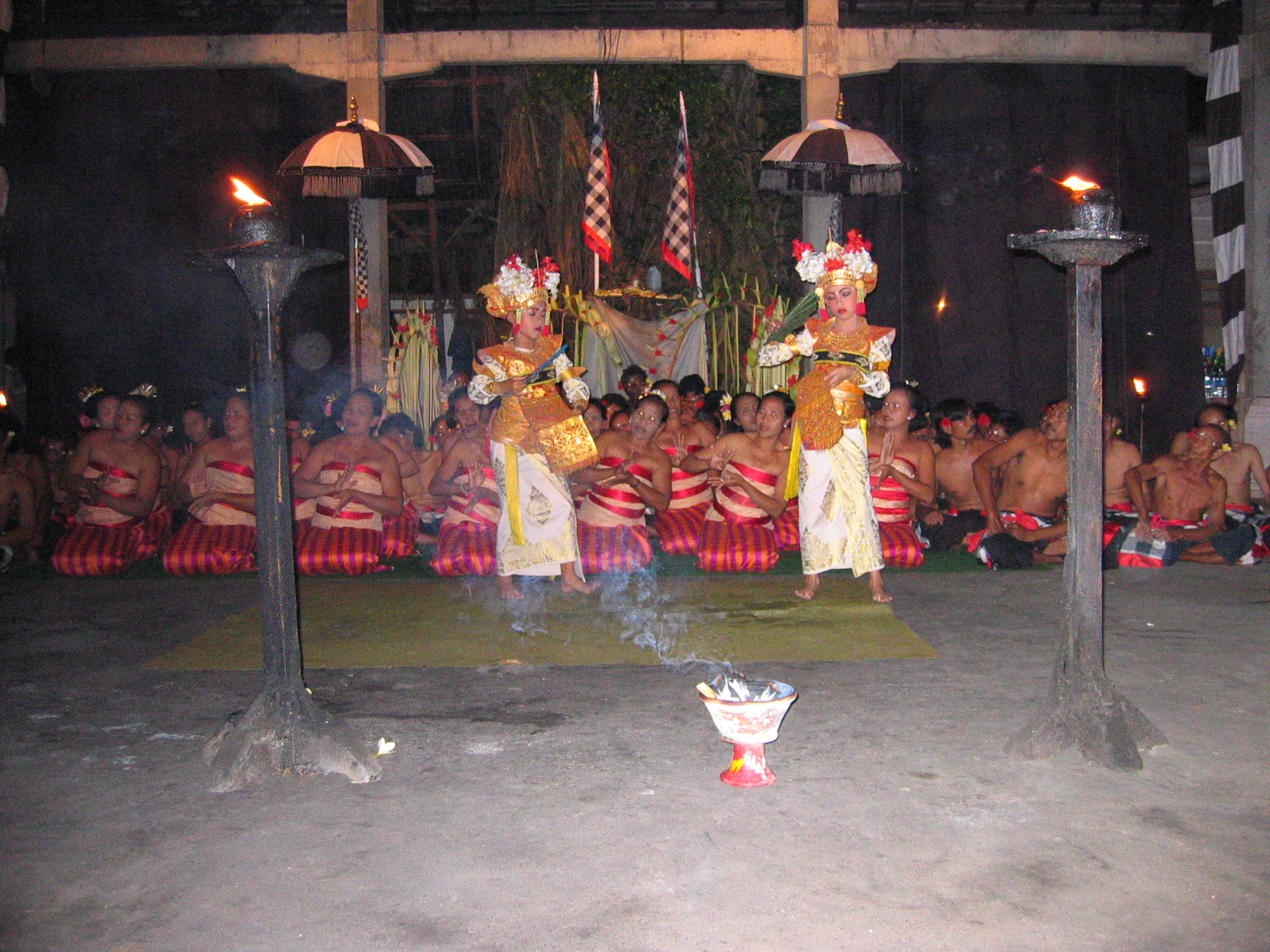
Balinesischer Ritualtanz Sanghyang dedari mit zwei minderjährigen Mädchen, die von dem im balinesischen Hinduismus verehrten Geistwesen Hyang besessen werden.

Trancetanz bezeichnet eine Praktik, bei der durch Tanzen – teilweise verbunden mit speziellen Atemtechniken (z. B. Hyperventilation) – eine Trance herbeigeführt wird. Diese Praktik ist in vielen Kulturen anzutreffen und geht oftmals mit ekstatischen Zuständen einher. In den verschiedenen Kulturen wird der Trancetanz zumeist im religiösen Kontext ausgeführt und ist mit Kulthandlungen verbunden. Der Trancetanz ist häufig ein Gemeinschaftstanz eines indigenen Volkes oder auch der individuelle Tanz eines Schamanen. Auch im Bereich der westlichen Esoterik und in alternativen psychotherapeutischen Ansätzen des New Age wird Trancetanz im „Westen“ praktiziert.
Religionen, in denen der Trancetanz eine Rolle spielt, sind z. B. die ethnischen Religionen Südostasiens oder Nordamerikas, der Sufismus, sowie afrikanische oder afroamerikanische Religionen wie Voodoo oder Candomblé, in denen es während des Trancetanzes zur „Besessenheit durch die Götter“ kommt.

## Trancetanz im Paläolithikum
Einige Anthropologen und Ethnologen vermuten, dass der Trancetanz bereits im Paläolithikum praktiziert wurde. Mit Methoden der kognitiven Archäologie wurde versucht, diese These zu belegen.
Eine wesentliche Rolle spielen dabei die Höhlenmalereien, in denen tanzende tiermenschliche Mischwesen abgebildet sind. Dass einige Höhlen eine kultische Funktion hatten, wird von diesen Wissenschaftlern als sehr wahrscheinlich angenommen. Andere Höhlen sollen dazu gedient haben, religiöses Wissen in Form von Bildern aufzuzeichnen, da die Gänge zu eng sind, um als Ritualschauplatz zu dienen. Es sind mehr als 50 Figuren aus prähistorischer Zeit bekannt, die tiermenschliche Mischwesen abbilden, von denen mehrere tanzend dargestellt sind. Nach David Lewis-Williams war die zentrale kultische Handlung der Jägerreligionen des Paläolithikums der Trancetanz. Daher wird – aufgrund neurologischer Vergleiche – vermutet, dass viele der Höhlenbilder Trancevisionen darstellen. Zudem sind in vielen Höhlen Pfeifen und Flöten aus Knochen gefunden worden, was auch auf eine musikalische Begleitung von (Tanz-)Ritualen hindeutet.
Ein weiteres Argument, das für die Praxis des Trancetanzes im Paläolithikum spricht, ist die Analogie zu heutigen Jägerreligionen. Da zu vermuten ist, dass gleichartige psychische und soziale Komponenten auch ähnliche geistige Praktiken und Vorstellungen hervorbringen, kann von der Praxis des Trancetanzes in heutigen Ethnien auf den Trancetanz im Paläolithikum geschlossen werden. Einige Wissenschaftler vermuten auch, dass der Schamanismus direkt von den religiösen Vorstellungen des Paläolithikums abstammt, so dass es wahrscheinlich sei, dass der Trancetanz zu dieser Zeit schon praktiziert wurde.

## Heutige Trancetänze

### Sibirische Schamanen
Im sibirischen Schamanismus und bei einigen Geisterbeschwörern anderer Völker dient der Tanz dem Schamanen als Mittel zum Eintritt in die Trance. Er wird zumeist von schnellen Trommeln und Rasseln (vom Schamanen selbst gespielt), Glöckchen und Gesang begleitet. Oft dreht sich der Schamane während des Tanzes entgegen dem Uhrzeigersinn. Zumeist ist der Tanz verbunden mit einer rituellen Ekstase, einem veränderten Bewusstseinszustand und damit einhergehend einer „Seelenreise“ in geistige Welten. Oft wird der Trancetanz auch genutzt, um mit „Hilfsgeistern zu verkehren“ oder zu heilen.
Im schamanischen Trancetanz wird häufig eine bestimmte Kosmologie ausgedrückt. Manchmal werden auch fördernde psychotrope Substanzen eingesetzt.

### Amerika und Südostasien
Viele Tänze nordamerikanischer Indianer – so zum Beispiel der Prärie-Stämme oder den Plateau-Kulturen – fallen ebenfalls unter diese Kategorie. Bekannte Beispiele sind der Sonnentanz (bei dem das Anstarren der Sonne, das Trommeln und der permanente Schmerz bei den Tanzschritten zur Trance führte) oder der Geistertanz. Manche Trancetänze werden den Besessenheitskulten zugerechnet, so der Adlertanz der Schoschonen und Crow, Papua-Schlangen- und ida-Tänze auf Neuguinea oder der Trancetance der Senoi Malaysias.
Auch auf einigen Inseln des islamischen Indonesiens haben sich traditionelle Trancetänze erhalten – wie teilweise beim Reog (auch Reyog), einem  Tanztheater mit einer Löwenmaske auf Java und bei manchen dortigen Tänzern mit Steckenpferden. Auf Java werden diese Veranstaltungen von Musikensembles mit der Kegeloboe Selompret, Trommeln und manchmal mit Gongs begleitet. Das balinesische Tanzdrama Kecak war Anfang des 20. Jahrhunderts noch ein Trancetanz.

### San in Afrika
Bei den teilweise noch verbreiteten traditionellen Religionen im gesamten Subsahara-Afrika – etwa in Westafrika oder Botswana – spielen Trancetänze eine wichtige Rolle.
Als Beispiel für Trancetänze indigener Völker soll der Trancetanz der San etwas näher beschrieben werden. Der Trancetanz wird bei den San zu verschiedenen magischen Zwecken benutzt, etwa um Regen zu machen, zu Heilen oder um Jagdwild anzulocken. Der Tanz wird in der Gemeinschaft ausgeführt. Während die Frauen um ein Feuer sitzen, einen bestimmten Rhythmus klatschen und singen, tanzen die Männer im Kreis um sie herum, wobei sie manchmal Fußrasseln tragen. Bei den Trancetänzen sind Personen anwesend, die selbst nicht tanzen, um den Tänzern zu helfen, da diese manchmal ihre Trance nicht kontrollieren können und ohnmächtig werden. Wenn die Tänzer in Trance gefallen sind, gehen sie herum und berühren die anderen mit den Händen, um sie zu heilen. Nach ihrer Ansicht nehmen sie dabei das Üble selbst auf und stoßen es durch ein Loch im Nacken wieder aus, von einem Schrei begleitet.
Nach Angaben der Trancetänzer machen diese außerkörperliche Reisen und verfügen über eine Kraft, mittels derer sie andere und ihre Umwelt positiv beeinflussen können. Manchmal verwandelt sich ein Trancetänzer aufgrund dieser Kraft nach Angaben der San in ein Mischwesen aus Löwe und Mensch, das Unheil bringt. Ein Trancetänzer hat eine Lehrzeit von einigen Jahren bei einem erfahrenen Tänzer, bis er sich entscheidet, ob er mit der Kraft umgehen kann. Bei den San sind heutzutage ein Drittel der Frauen und die Hälfte der Männer Trancetänzer.

### Sufi-Bruderschaften

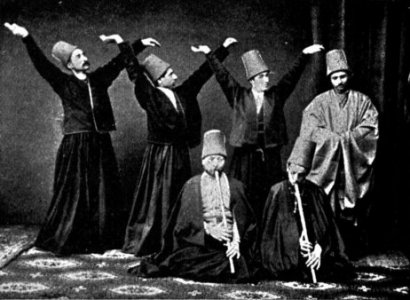
Derwische beim Tanz, für die Kamera posierend

Einige Sufi-Orden (Tariqas) praktizieren Trancetanz, um ekstatische Zustände hervorzurufen (hal oder ahwal), in denen sich die höchste mystische Erfahrung, die Begegnung und Einswerdung mit dem Göttlichen, ereignet. Diese Tanzrituale beinhalten drei Elemente: Tanz (Raqs), Andacht (Dhikr) und „Hören“ (als Sufi-Zeremonie Sama, eigene Form bei den Aleviten Semah).
Der Trancetanz der Derwische besteht in einem fortgesetzten Drehen um die eigene Körperachse mit ausgebreiteten Armen, am bekanntesten ist hier der Mevlevi-Orden. Es gibt jedoch auch andere Sufi-Gruppen, die Tanzen (auch ohne Derwischdrehungen); teilweise verbunden mit Atemübungen, bestimmten Bewegungen und Rezitation eines Gottesnamens. Der ekstatische Zustand kann sich durch Taumeln, Bewegungsstarre, Schreien oder unartikulierte Laute zeigen. In der Literatur wird oft von Visionen berichtet, die während der Rituale bzw. des Tanzens auftreten.
Der Derwischtanz war immer wieder der Kritik der orthodoxen Muslime ausgesetzt. Der Tanz wurde jedoch damit gerechtfertigt, dass er dazu diene, die Liebe zu Gott auszudrücken und die Seele von den Fesseln des Körpers zu befreien, um in die himmlischen Sphären, den Ursprung des menschlichen Geistes, zu gelangen.
Einige Wissenschaftler führen den Trancetanz der Derwische auf vorislamische Praktiken zurück, in denen eine Kosmologie der tanzenden Sterne, Sonnen und Planeten ausgedrückt werden sollte. Diese betrachten den Derwischtanz als ein Erbe des zentralasiatischen Schamanismus.
Durch Musik hervorgerufene Trancetänze werden vom Sufi-Orden der Hamadschas in Marokko in einem Heilungsritual eingesetzt, durch das ein von dem weiblichen Geist Aisha Qandisha besessener Patient geheilt werden soll.

## Westlicher Trancetanz
In Bereichen der Selbsterfahrung, alternativen Psychotherapie und Esoterik spielt Trancetanz seit dem Ende der 1960er Jahre wieder eine Rolle, oft als freier Ausdruckstanz, bei dem manchmal eine Augenbinde getragen wird, um die Versenkung zu fördern oder im Rahmen anderer Selbsterfahrungs- und Veränderungskonzepte wie z. B. Biodanza, Tanztherapie, Körperpsychotherapie, Körperarbeit, Meditation, Atemübungen und Neoschamanismus. Das Interesse an zeitgenössischem Trancetanz im Westen ist durch verschiedene Ziele motiviert: Entspannungstechnik, Ausdruck von Kreativität und Spiritualität, Induktion anderer Bewusstseinszustände, Eintritt in andere geistige Realitäten, Verbindung mit dem „höheren Selbst“ oder archaischen Schichten des Unbewussten, Förderung von Selbstheilung des Organismus, kathartischer Ausdruck alter „steckengebliebener“ Gefühle, Training von Hingabe und Reduktion von Selbstkontrolle. Es werden inzwischen viele Seminare und Workshops zum Trancetanz, u. a. mit Livemusik angeboten.
Im Bereich der Jugendkultur können beim Tanzen ebenfalls tranceartige Zustände auftreten. Diese besitzen jedoch im Gegensatz zu anderen Formen des Trancetanzes oft keine explizit religiöse oder spirituelle Ausrichtung. Siehe hierzu auch Freetekno, Psytrance bzw. Goa (Musik).